# Los pobres en la fuente
Les Pauvres à la fontaine
Los pobres en la fuente (« Les Pauvres à la fontaine ») est une peinture réalisée par Francisco de Goya entre 1786 et 1787 et faisant partie de la cinquième série des cartons pour tapisserie destinée à la salle à manger du Prince des Asturies au Palais du Pardo.

## Contexte de l'œuvre
Tous les tableaux de la cinquième série sont destinés à la salle à manger du Prince des Asturies, c'est-à-dire de celui qui allait devenir Charles IV et de son épouse Marie Louise de Parme, au palais du Pardo. Le tableau a été peint entre 1786 et 1787.
Il fut considéré perdu jusqu'en 1869, lorsque la toile fut découverte dans le sous-sol du Palais royal de Madrid par Gregorio Cruzada Villaamil, et fut remise au musée du Prado en 1870 par les ordonnances du 19 janvier et du 9 février 1870, où elle est exposée dans la salle 94. La toile est citée pour la première fois dans le catalogue du musée du Prado en 1876.
La série était composée de Las Floreras, La Era, La Vendimia, La Nevada, El Albañil herido, Los Pobres en la fuente, El Niño del carnero, Niños con perros de presa, Cazador junto a una fuente, Pastor tocando la dulzaina, Riña de gatos, Pájaros volando et La Marica en un árbol.

## Analyse de l'image

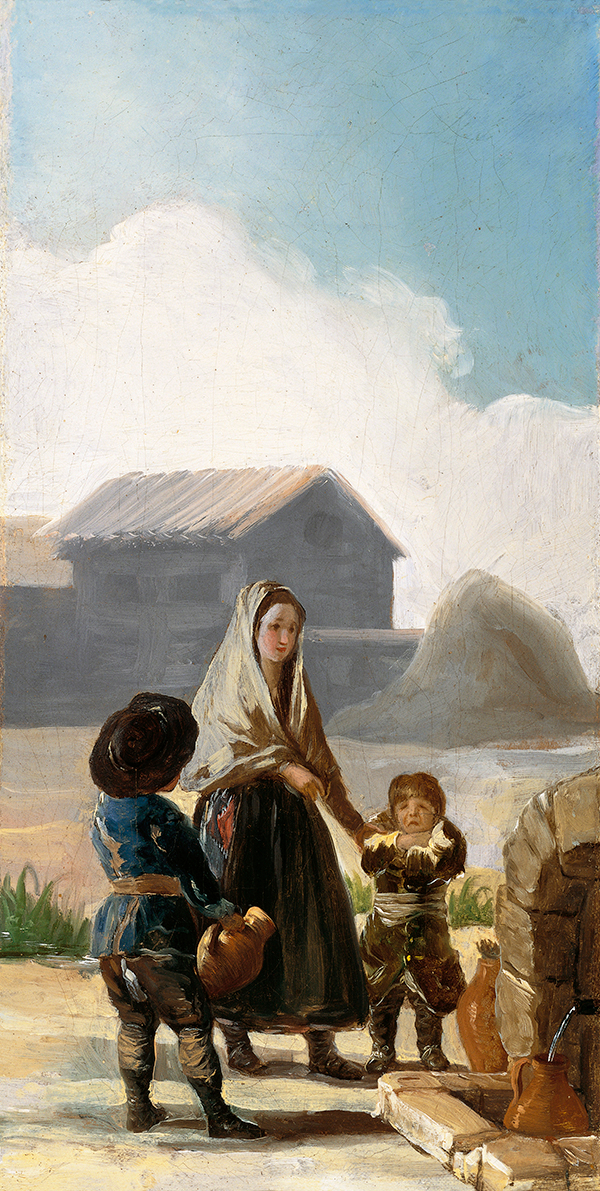
Une femme et deux enfants à la fontaine, dessin préparatoire de ce carton.

Une femme et deux enfants se rassemblent avec leurs cruches pour prendre de l'eau à une fontaine. On note en fond une petite maison qui indique la proximité d'une zone urbaine.
La scène se déroule en hiver, d’après les ombres peu marquées, l’arbre sans feuillage et le petit enfant qui semble avoir froid. Il pourrait être comparé avec La Nevada, à côté de laquelle elle était exposée.
Ce nom a été attribué durant le romantisme, mais rien n'indique qu'il s'agisse de pauvres. La femme porte un châle et bas à boucles d'argent. De même que l’enfant qui pleure puisse faire une crise de colère pour ne pas porter une cruche.
La même sensation de froid se retrouve dans Le Maçon blessé, de dimensions similaires. L’extraordinaire ressemblance entre ces deux scènes a amené à faire l’hypothèse d’une même famille entre les personnages de cette scène et celles de son alter ego. Ce n’est pas une scène populaire et chaleureuse, mais elle va dans le sens des mesures sociales envers les travailleurs pauvres qu’avait fait adopter le roi Charles III pour protéger les travailleurs des classes inférieures. 
Goya a résolu de main de maître le problème de cette composition. L'enfant qui pleure est le personnage le mieux réalisé et l’arbre esquissé sans branches fait deviner l'hiver. 
Ses coups de pinceau détachés, les ombres colorées anticipent l'impressionnisme et la délicatesse des personnages incarnent une réalité des plus réussies.